# Knić
Knić (serbo: Кнић) è una città e una municipalità del distretto di Šumadija al centro della Serbia centrale.